# 中川有加
中川 有加（なかがわ ゆか）は、日本の看護学者（母性看護学・助産学）、助産師。学位は博士（看護学）（聖路加看護大学・2007年）。静岡県立大学看護学部准教授・大学院看護学研究科准教授。
聖路加看護大学看護学部ティーチングアシスタント、聖路加看護大学看護学部博士研究員、大阪赤十字病院看護師などを歴任した。

## 概要
母性看護学や助産学を専攻する看護学者である。助産師の分娩介助についての暗黙知を言語化する研究が知られている。助産婦学校を卒業して助産婦となり、のちに大学の看護学部や大学院の看護学研究科で学び、看護師となった。大学院在学中より東京都立広尾看護専門学校、山梨大学、聖路加看護大学にて後進の指導にあたり、看護師となってからも大阪赤十字看護専門学校で講師を兼任し、のちに静岡県立大学で専任の教員として教鞭を執った。

## 来歴

### 生い立ち
国が設置・運営する大阪大学の医学部に置かれた附属助産婦学校に進学した。1984年（昭和59年）3月、大阪大学医学部附属助産婦学校を卒業した。その結果、助産婦の資格を得る。のちに日本赤十字学園が設置・運営する日本赤十字看護大学に進学し、看護学部の看護学科にて学んだ。2002年（平成14年）3月、日本赤十字看護大学を卒業した。それに伴い、学士（看護学）の学位を取得した。さらに聖路加看護学園が設置・運営する聖路加看護大学の大学院に進学し、看護学研究科にて学んだ。2004年（平成16年）3月、聖路加看護大学の大学院における博士前期課程を修了した。それに伴い、修士（看護学）の学位を取得した。2007年（平成19年）3月、聖路加看護大学の大学院における博士後期課程を修了した。それに伴い、博士（看護学）の学位を取得した。

### 看護学者として
大学院在学中の2002年（平成14年）4月、東京都により設置・運営される東京都立広尾看護専門学校にて講師を非常勤で務めることになった。また、同年4月には、国が設置・運営する山梨大学においても、大学院の医学工学総合研究部にて講師を非常勤で務めることになった。大学院に研究部・教育部制が導入されていることから、医学工学総合教育部の講義を担当し、母性看護学や助産学を講じた。さらに、同じく2002年（平成14年）4月より、聖路加看護大学の看護学部にてティーチングアシスタントとして勤務することになった。看護学部においては、主として看護学科の講義に携わった。
大学院修了後の2007年（平成19年）4月からは、母校である聖路加看護大学にて博士研究員として勤務した。2008年（平成20年）3月からは、日本赤十字社が設置・運営する大阪赤十字病院に勤務することになった。その傍ら、2010年（平成22年）4月からは、同じく日本赤十字社が設置・運営する大阪赤十字看護専門学校にて講師を非常勤で兼任していた。2015年（平成27年）4月、県と同名の公立大学法人により設置・運営される静岡県立大学に転じ、看護学部の准教授に就任した。看護学部においては、主として看護学科の講義を担当し、母性看護学を受け持った。また、静岡県立大学の大学院においては、看護学研究科の准教授を兼務した。看護学研究科においては、主として看護学専攻の講義を担当し、助産学を受け持った。

## 研究
専門は看護学であり、母性看護学や助産学といった分野の研究に従事した。具体的には、助産師の分娩介助の技能を明文化する研究や、母乳による育児の支援に関する研究に取り組んだ。そのほか、乳癌の早期発見を促進するためのツールの開発にも取り組んだ。学術団体としては、日本助産学会、聖路加看護学会、日本看護科学学会、日本看護研究学会、日本ヒューマン・ケア心理学会などに所属していた。

## 略歴
- 1984年 - 大阪大学医学部附属助産婦学校卒業[3]。
- 2002年 - 日本赤十字看護大学看護学部卒業[3]。
- 2002年 - 東京都立広尾看護専門学校講師[4]。
- 2002年 - 山梨大学大学院医学工学総合研究部講師[4]
- 2002年 - 聖路加看護大学看護学部ティーチングアシスタント[4]。
- 2004年 - 聖路加看護大学大学院看護学研究科博士前期課程修了[3]。
- 2007年 - 聖路加看護大学大学院看護学研究科博士後期課程修了[3]。
- 2007年 - 聖路加看護大学看護学部博士研究員[4]。
- 2008年 - 大阪赤十字病院看護師[4]。
- 2010年 - 大阪赤十字看護専門学校講師[4]。
- 2015年 - 静岡県立大学看護学部准教授[4]。
- 2015年 - 静岡県立大学大学院看護学研究科准教授。

## 著作

### 編纂
- 石川紀子・中川有加編著、村越毅医学監修『THE 分娩』メディカ出版、2021年。ISBN 978-4-8404-7554-9

### 寄稿、分担執筆、等
- 堀内成子編著『産褥・退院支援ガイドブック——助産師・看護師必携』メディカ出版、2003年。ISBN 4840406960
- 堀内成子編『母性看護実習ガイド』照林社、2007年。ISBN 978-4-7965-2144-4
- 堀内成子総編集、飯田真理子ほか分担編集『エビデンスをもとに答える妊産婦・授乳婦の疑問92』南江堂、2015年。ISBN 978-4-524-26177-2
- 遠藤俊子責任編集『助産師基礎教育テキスト』7巻、2017年版、日本看護協会出版会、2017年。ISBN 978-4-8180-2027-6

### 註釈
1. ↑  大阪大学は、2004年に国から国立大学法人大阪大学に移管された。
2. ↑  大阪大学医学部附属助産婦学校は、1997年に閉校し、医学部保健学科に統合された。
3. ↑  助産婦の資格は、2002年3月1日以降の助産師の資格に相当する。
4. ↑  学校法人聖路加看護学園は、2014年に学校法人聖路加国際大学に改組された。
5. ↑  聖路加看護大学は、2014年に聖路加国際大学に改組された。
6. ↑  山梨大学は、2004年に国から国立大学法人山梨大学に移管された。
7. ↑  山梨大学大学院医学工学総合研究部は、2014年に総合研究部に改組された。
8. ↑  山梨大学大学院医学工学総合教育部は、2016年に医工農学総合教育部に改組された。